# Morina (bướm đêm)
Morina là một chi bướm đêm thuộc họ Geometridae.